# Scherzbrille

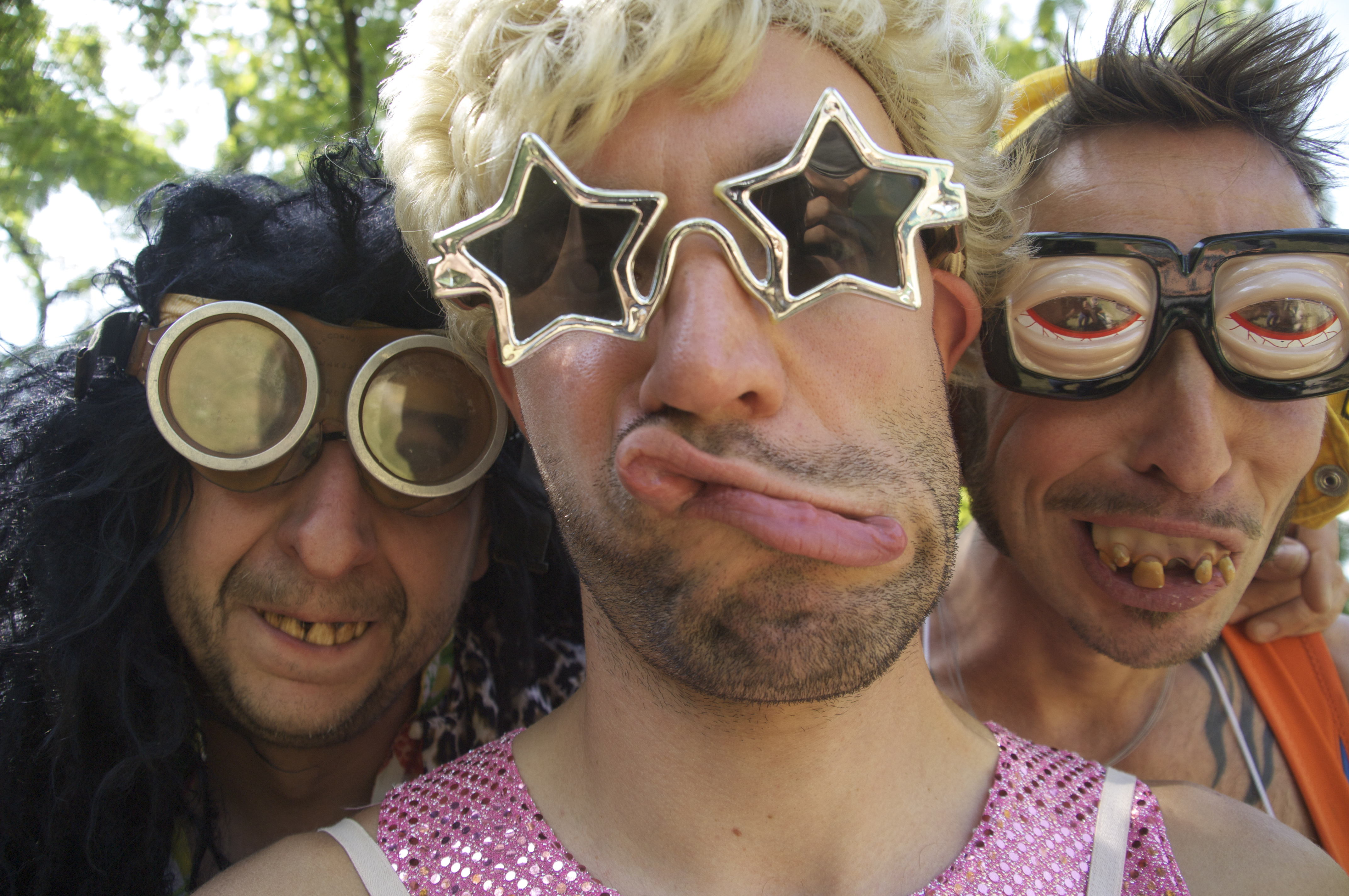

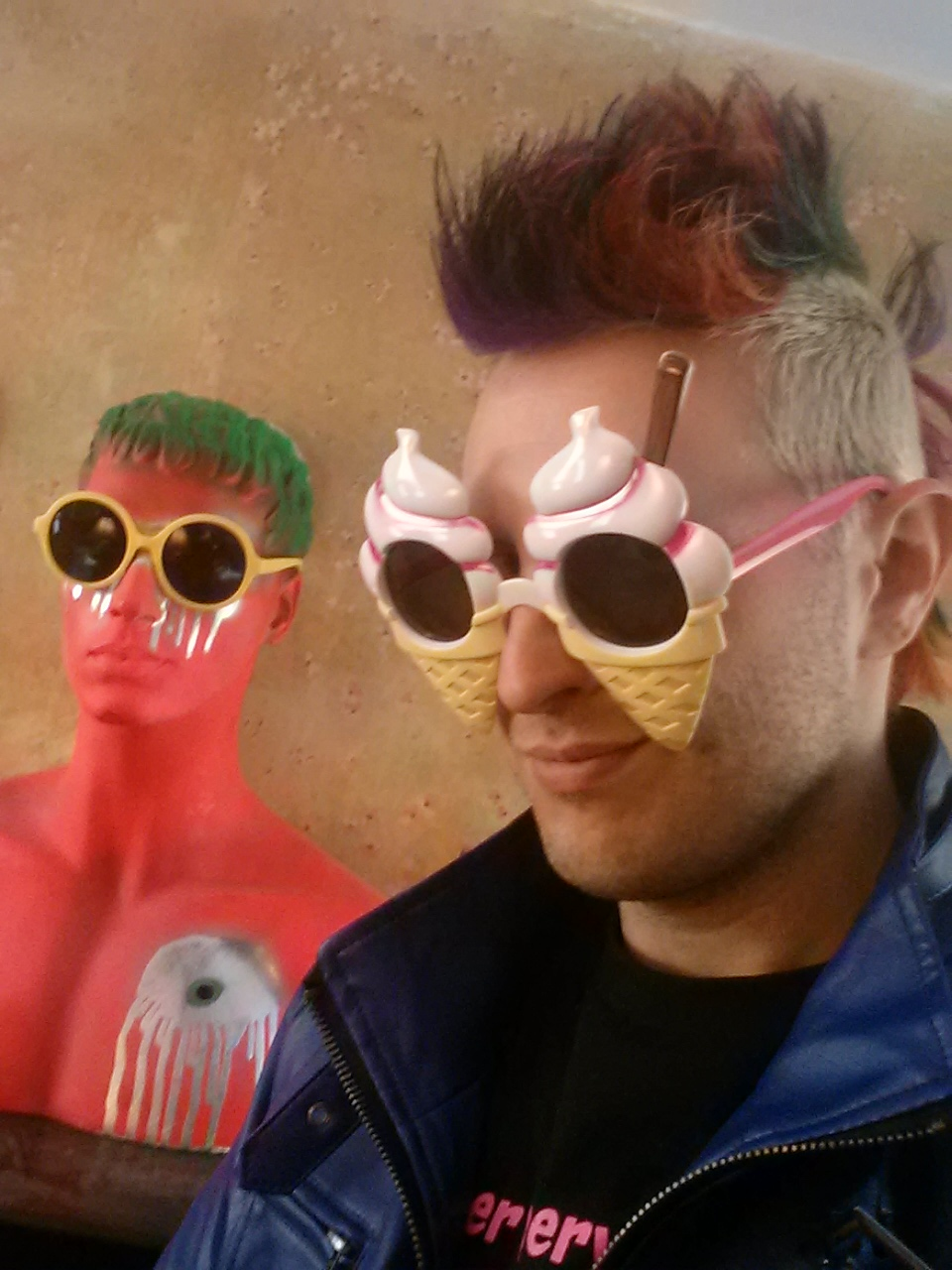

Eine Scherzbrille (auch: Spaßbrille oder Partybrille) ist ein Scherzartikel, der zur Belustigung dient. Diese Brillen haben besonders auffällige Brillenfassungen, Brillengläser und/oder Applikationen am Rahmen (z. B. künstliche Nase, Augenbrauen o. a.) und/oder auf den Brillengläsern (z. B. Scheibenwischer, hervorquellende künstliche Augen). Sie werden beispielsweise zum Karneval, Fastnacht und Fasching oder als Fanartikel in der Fußballsaison getragen.
Scherzbrillen mit vervielfachenden Gläsern soll es bereits vor Jahrhunderten gegeben haben – sogenannte vitra polyedra (vieleckig geschliffene Gläser), möglicherweise mit "bewickelten Metallfassungen". Das Neue Wiener Journal berichtete im Jahr 1934 von einem technischen Faschingsscherz: eine Juxbrille mit gläsernen Augen, die Basedow-artig vorquellen und den Träger in die falsche Richtung leiten, da Prismen in die "Augen" eingebaut waren, die alle Gegenstände in eine andere Richtung spiegelten. Anfang der 1900er Jahre gab es "Scherzbrillen und -zwicker aus Karton mit eingesetztem Zelluloid- oder Gelatinescheibchen".

Seit einiger Zeit sind auch andere Scherzbrillen mit einem künstlichen Penis oder einem Schweinerüssel aus Kunststoff anstatt einer Nase verbreitet. Auch „Nerdbrillen“, solche mit übergroßen Augen und andere Formen sind erhältlich. Sogenannte Groucho-Brillen (Groucho glasses) sind in den USA bekannt.

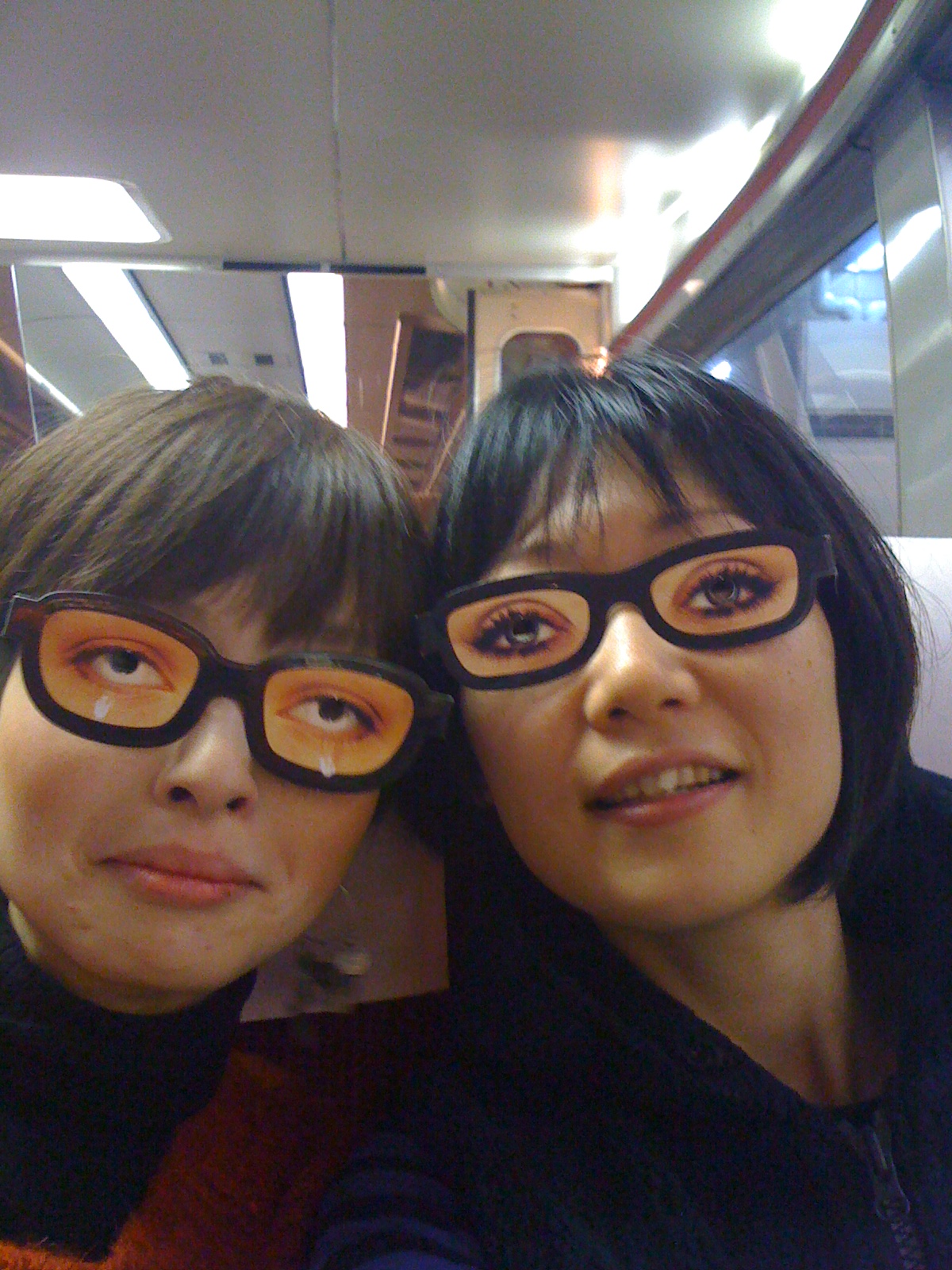
Funny Eye Glasses in Japan

## Geschichte
Im 16. Jahrhundert soll es eine Art Scherzbrille gegeben haben, "eine eben-erhabene Linse, von der man die Kugelkappe so abgeschliffen hatte, dass sich an ihrer Stelle ein von Ebenen (häufig Rauten) begrenztes Vielfach bildete. Schaute man dadurch auf einen bestimmten Gegenstand, so wurde er durch die Prismenwirkung, wie sie eine jede Raute in Verbindung mit der ursprünglichen Planfläche lieferte, vervielfältigt, und das erregte bei einem in optischen Wirkungen unerfahrenen Benutzer in der Regel Staunen und Verwirrung".
Scherzbrillen und -kneifer wurden im 19. Jahrhundert hergestellt und zum Verkauf angeboten; so wurde im deutschen Patentblatt von 1915 eine "Scherzbrille mit vorschnellbaren Augen" eingetragen. Davor wurde bereits schon 1897 ein "Scherz-Pincenez mit weißen und farbigen Gläsern und angebogener Flachöse zum Durchziehen von mit Reklamen bedruckten Bändern" im Patentblatt eingetragen.
Von einer Zeitschrift für ophthalmologische Optik wurde 1915 ein Scherzaugenglas wie folgt beschrieben: "Diese Kneifer oder Brillen haben beliebig gefärbte Gläser beliebiger Form, z.B. dreieckige, ringförmige. In der Abbildung hat das Glas die Form eines Rechtecks, was ungemein erheiternd wirkt."

## Groucho glasses
Eine Form besteht aus einem Brillengestell, das mit künstlicher, übergroßer Plastiknase, buschigen Augenbrauen und einem Schnurrbart fest verbunden ist. Da diese Scherzbrillen meist dem Bühnengesicht der Figur Groucho Marx aus den Filmen und Bühnenstücken der Marx Brothers nachgebildet sind, werden sie in den USA oft als Groucho glasses (also Groucho-Brille) angeboten. Wegen der künstlichen Nase ist dort auch die Bezeichnung nose glasses üblich. Die in den USA manchmal mitangebotene Plastik-Zigarre, die ebenfalls zur Bühnenfigur Groucho Marx gehörte, ist in Europa unbekannt.

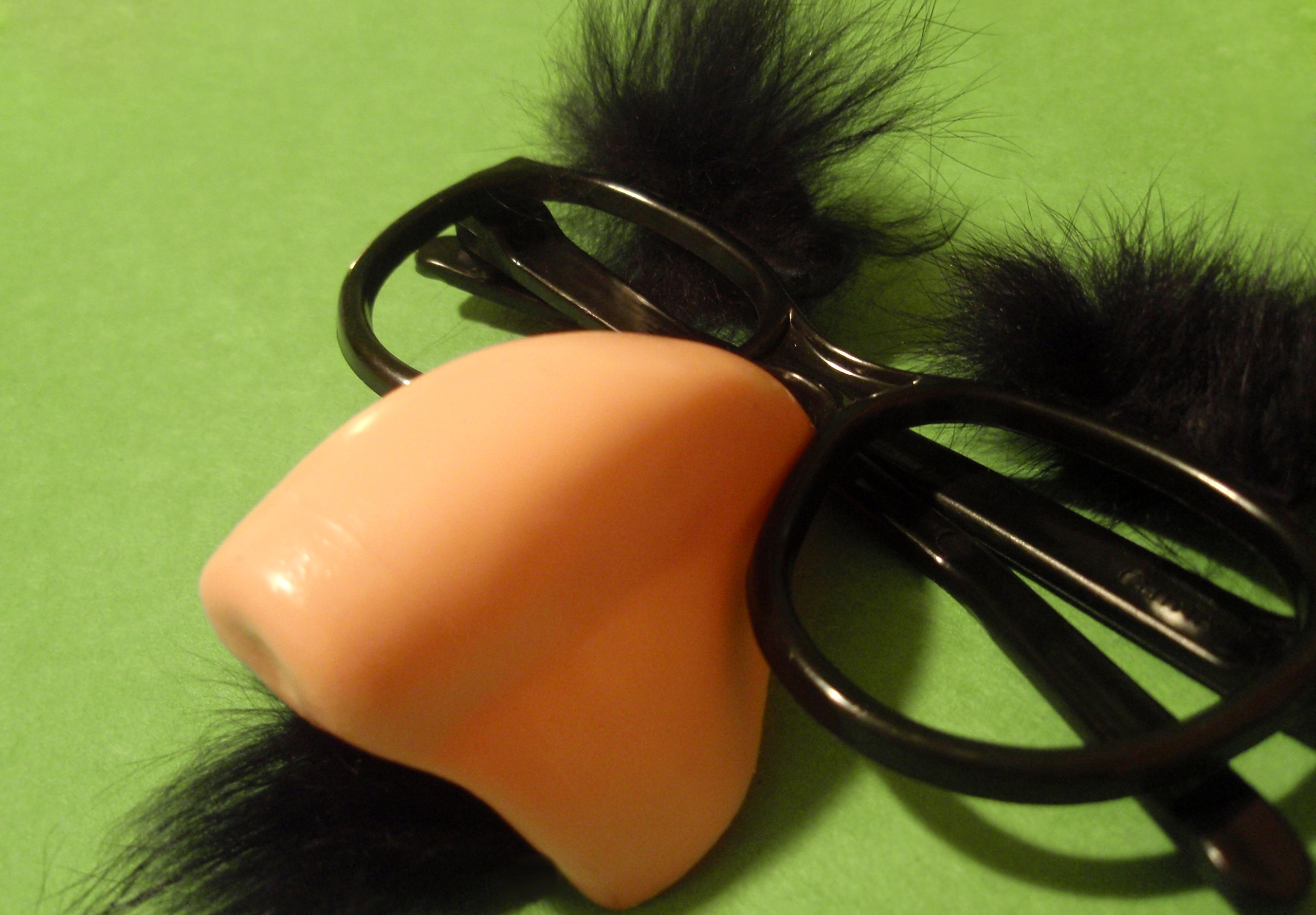
Groucho-Brille

Groucho glasses kamen in den 1940er Jahren auf den Markt; seither sind sie ein weltweit bekannter Scherzartikel. Auch zur Auflockerung therapeutischer Begegnungen kamen Scherzbrillen zum Einsatz (vgl. Clowndoktor).
Im 1988 erschienenen Computerspiel Zak McKracken and the Alien Mindbenders muss der Spieler ab und zu eine Groucho-Brille sowie einen Hut tragen, um nicht erkannt zu werden.
Seit 2020 ist das Emoji Disguised Face mit Unicode 13.0 offiziell geworden. In der Beschreibung des Emojis wird ausdrücklich auf Groucho Marx Bezug genommen.